# 阿倫德爾和南部丘陵 (英國國會選區)
51°51′22″N 0°33′32″W / 51.856°N 0.559°W
阿倫德爾和南部丘陵（英語：Arundel and South Downs），英國國會一郡選區，包括英格蘭東南部西薩塞克斯郡阿倫、奇切斯特、霍舍姆、中薩塞克斯一部。始設於1997年。
本區自一直支持保守黨。2010年大選中尼克·赫伯特以57.8%選票勝出該區成功連任。